# Línia Radcliffe

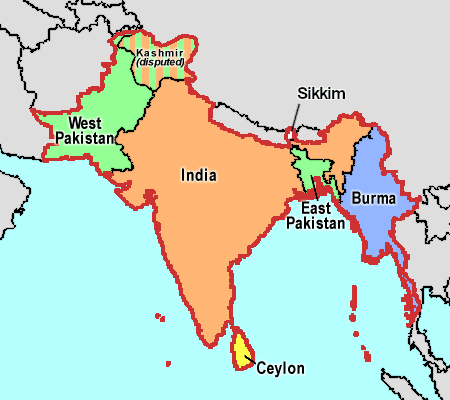
Partició de l'Índia

La Línia Radcliffe és la línia de partició entre l'Índia i Pakistan que es convertirà, amb la independència d'aquests dos països el 17 d'agost de 1947, en la seva frontera comuna.
La seva ruta va ser determinada per una comissió de límits presidida per Sir Cyril Radcliffe; la seva tasca era decidir sobre la distribució equitativa de la població i els territoris entre els dos estats en el futur.